# 김원균 (축구 선수)
김원균(한국 한자: 金遠均, 1992년 5월 1일 ~ )은 대한민국의 축구 선수이며 포지션은 중앙 수비수이다. 현재 김포 FC 소속이다.

## 클럽 경력
고려대학교 축구부를 거쳐 2015년 FC 서울에 입단하였다. 같은 해 3월 14일 전북과의 경기에서 프로 데뷔전을 치렀다. 이후 출전 기회를 잡지 못하다가 7월 K리그 챌린지의 강원 FC로 반 시즌 간 임대 이적하여 주전으로 활약하였다. 시즌 종료 후 서울로 복귀하였지만 2016년 3월 강원으로 다시 재임대되었으며. 그 해 7월말 다시 FC 서울로 복귀하였다.
2022 시즌을 앞두고, 6년 만에 강원에 입단하였다.

## 수상

### 클럽

#### FC서울
- K리그 클래식
  - 우승 1회 : 2016

## 참고 자료
- 챌린지 핫피플 - 꽁꽁 얼어붙었던 김원균, 강원서 마음 녹이다